# Watermelon Contest (1896)
Pour les articles homonymes, voir Watermelon Contest.
 (juillet 2025).
Pour plus de détails, voir Fiche technique et Distribution.
Watermelon Contest est un film américain en noir et blanc réalisé par James H. White, sorti en 1896.